# Som Gospel (álbum de Oficina G3)
Som Gospel é uma coletânea musical de canções de Oficina G3, lançada pela MK Music em 2009. Contém canções de todos os álbuns lançados pela banda na MK antes de 2007.

## Contexto
A série Som Gospel revisitou o catálogo de artistas contemporâneos e ex-artistas da gravadora MK Music, de forma a reinserir no mercado músicas de álbuns até então esgotados. O destaque da coletânea era a embalagem básica, chamado slidepac, que a permitia ser vendida por um valor mais barato. No caso da banda Oficina G3, foram reunidas músicas lançadas entre 2000 a 2008, de todos os álbuns de estúdio do grupo lançados até 2007, incluindo a música "Amo Você", exclusiva da série romântica Amo Você.

## Lançamento e recepção
| Críticas profissionais | Críticas profissionais |
| Avaliações da crítica  | Avaliações da crítica  |
| Fonte                  | Avaliação              |
| ---------------------- | ---------------------- |
| O Propagador           | [ 4 ]                  |

Som Gospel foi lançado pela gravadora MK Music em 2009. O guia discográfico do O Propagador atribuiu uma cotação negativa de 2,5 estrelas de 5, com a justificativa de que a obra é semelhante a MK CD Ouro: As 10 mais de Oficina G3 e "soa como uma seleção aleatória da banda".
Por mais de 40 mil cópias comercializadas, foi certificado com disco de ouro em 2012.

## Vendas e certificações
| País   | Associação de gravadoras | Certificação | Vendas   |
| ------ | ------------------------ | ------------ | -------- |
| Brasil | Pro-Música Brasil        | - Ouro       | - 40.000 |

## Faixas
1. "O Tempo"
2. "Além do que os olhos podem Ver"
3. "Te Escolhi"
4. "Necessário"
5. "O Teu Amor"
6. "Mais Alto"
7. "Eu, Lázaro"
8. "Amo Você"
9. "Desculpas"
10. "A Lição"
11. "Ele se foi"
12. "Brasil"
13. "Pulso"/"Onde está?"
14. "Lugar Melhor"
15. "Me faz Ouvir"